# Concili buddisti
I Concili buddisti (sanscrito e pāli: saṃgīti) sono dei grandi raduni di monaci buddisti tenutesi dopo la morte (parinirvāṇa) del Buddha Shakyamuni al fine di evitare la perdita o lo snaturamento dell'insegnamento del maestro. 

## Cronologia

### Primo Concilio
Il primo Concilio buddista è datato al 483 a.C. ed ebbe luogo pochi mesi dopo la dipartita del Buddha a Rajagrha (sans., Rajagaha pāli) in India. Secondo la tradizione vi parteciparono 500 arhat e diversi discepoli diretti del Buddha come Kashyapa (sans., Kassapa pali), Ānanda e Upāli. È il concilio, sempre secondo la tradizione, in cui fu recitato per la prima volta il Dharma (sans., Dhamma pāli), riportato nel Sutta Piṭaka del Canone pāli e nello Āhánbù del Canone Cinese, (noti anche con la denominazione di Āgama-Nikāya), e il Vinaya, dando così inizio alla loro trasmissione orale.
Vi è un generale consenso degli storici del buddismo nel ritenere i resoconti canonici di questo concilio risultino piuttosto esagerati, e nella peggiore delle ipotesi pura invenzione.

### Secondo Concilio
Il secondo Concilio buddista è datato al 383 a.C. a Vaiśālī (sans., Vesali pāli). È il concilio in cui, secondo la tradizione, si discute della condotta dei monaci della comunità di Vaisali dopo la denuncia del monaco Yasas (sans., Yassa pāli), un discepolo diretto di Ānanda. Questo monaco giunto a Vaisali tempo prima, criticò alcuni costumi di questa comunità monastica e per questo venne da essa bandito. Allora Yasas cercò il conforto sulle proprie posizioni da parte di monaci di altre comunità, in particolare di Revata, fratello di Shariputra (sans., Sariputta pāli), e si giunse quindi a convocare un concilio sulla ortodossia o meno di alcune condotte, tradizionalmente elencate in dieci condotte dei monaci di Vaisali.
La quasi totalità degli storici del Buddismo ritiene che questo concilio si sia effettivamente tenuto anche se vi è discordanza riguardo al significato e alle implicazioni di queste pratiche condannate. Esse, peraltro, sono effettivamente condannate da tutti i vinaya delle antiche scuole (Buddismo dei Nikāya). Gli storici discutono ancora se questo concilio fosse o meno l'inizio delle divisioni all'interno del sangha buddista. Di certo da questo momento iniziano ad evidenziarsi alcune incrinature dottrinali o di interpretazione del Dharma del Buddha.

### Terzo Concilio
Il terzo Concilio buddista è datato al 247 a.C. a Pataliputra (sans., Pataliputta pāli). Ma gli storici lo dividono in due eventi: Pataliputra 1 e Pataliputra 2.

#### Pataliputra 1
Pataliputra 1 è un Concilio non riportato nei Canoni ma in altra letteratura storica. Si sarebbe tenuto durante il regno di Aśoka (per alcuni durante il regno di Kalashoka) ed è il concilio in cui venne condannato il monaco 'lassista' Mahadeva e i membri del Mahāsāṃghika che lo seguirono. Secondo numerosi storici già in questo concilio inizierebbero ad emergere almeno una dozzina di scuole del Buddismo originale.

#### Pataliputra 2
Pataliputra 2 è il terzo concilio secondo solo la letteratura Theravāda. Si sarebbe tenuto a Pataliputra nel 247 a.C. sotto il Re Aśoka. In questo concilio è registrata la prima recitazione dell'Abhidhamma e vi è citata la composizione dell'opera del Kathavatthu da parte del Thera Moggaliputtatissa. Secondo gli storici questo concilio si tenne effettivamente, ma essendo menzionato solo nella letteratura pāli, probabilmente coinvolse solamente la scuola Vibhajyavāda da cui deriva la scuola Theravāda. Altro effetto di questo concilio fu la separazione della scuola Sarvāstivāda dalla scuola Vibhajyavāda.

### Gandhāra
Il quarto Concilio buddista è quello presieduto dall'imperatore Kushan Kanishka I. È il concilio del Gandhāra o del Kashmir e si è tenuto nel 100 d.C. È il concilio della scuola Sarvāstivāda come il Pataliputra 2 fu il concilio della scuola Vibhajyavāda antenati dei Theravāda. E come nel concilio di Pataliputra 2 appare il Kathavatthu qui appare il Mahavibhasa, opera collettiva eseguita sotto la supervisione di Vasumitra che presiedette il Concilio.

### Anurādhapura
A questi antichi concili tenutisi tutti in India va aggiunto il quarto Concilio buddista secondo la tradizione Theravāda. Esso si sarebbe tenuto nel 25 a.C. ad Anurādhapura in Sri Lanka. Secondo gli storici in realtà è un concilio tutto interno al monastero Mahāvihāra, ed è quello che sancisce la scrittura del Tipitaka ovvero del Canone buddista redatto in lingua pāli e fornisce la base dottrinale a questo monastero per combattere il rivale dell'Abhayagiri situato sempre nello Sri Lanka.